# Stazione di Giarole
La stazione di Giarole è una stazione ferroviaria posta sulla linea Chivasso-Alessandria. Serve il centro abitato di Giarole.